# Ardrahan Grassland SAC
Ardrahan Grassland SAC este o arie protejată (arie specială de conservare — SAC, sit de importanță comunitară — SCI) din Irlanda întinsă pe o suprafață de 200,82 ha, integral pe uscat.

## Localizare
Centrul sitului Ardrahan Grassland SAC este situat la coordonatele 53°09′54″N 8°49′52″W / 53.165°N 8.831°V.

## Înființare
Situl Ardrahan Grassland SAC a fost declarat sit de importanță comunitară în ianuarie 2002 pentru a proteja un număr necunoscut de specii din flora spontană și fauna sălbatică aflate în arealul zonei. Situl a fost protejat și ca arie specială de conservare în octombrie 2019.

## Biodiversitate
Situată în ecoregiunea atlantică, aria protejată conține 4 habitate naturale: Pajiști alpine și boreale, Formațiuni de Juniperus communis pe lande sau pajiști calcaroase, Pajiști uscate seminaturale și facies de acoperire cu tufișuri pe substraturi calcaroase (Festuco-Brometalia) (* situri importante pentru orhidee), Lespezi calcaroase.
La baza desemnării sitului se află un număr nedeclarat de specii protejate.